# Государственное управление оборонной науки, техники и промышленности
Государственное управление оборонной науки, техники и промышленности — ведомство Государственного совета КНР в составе Министерства промышленности и информатизации. Управление было создано в рамках реформирования Государственного комитета по оборонной науке, технике и промышленности (COSTIND) в 2008 году.

## Задачи и функции
Основная задача ГУОНТП – координация работы промышленности и научных центров по выполнению поступающих от Главного управления вооружений и военной техники НОАК заказов на проведение НИОКР и выпуск продукции военного назначения. ГУОНТП непосредственно распределяет работы по выполнению этих заказов между конкретными предприятиями, при этом в некоторых случаях используются конкурсные механизмы. Кроме того, данный орган осуществляет планирование развития отрасли, разрабатывает правовую базу для работы предприятий ВПК, ведёт работу по контролю качества, безопасности на предприятиях отрасли, контролирует правильность их статистики и соблюдение стандартов и отвечает за международные контакты в сфере оборонной промышленности. 
В то время как Главное управление вооружений и военной техники (ГУВВТ) НОАК консолидирует управление исследованиями и разработками в вооруженных силах, функции ГУОНТП включают проведение промышленной политики и разработку нормативных аспектов организации работы оборонно-промышленного комплекса. 

## Организационная структура
Структура управления не раскрывается, но как полагают, под его началом находятся Агентство по атомной энергии Китая (CAEA), Национальное космическое управление Китая, 7 университетов (включая Пекинский технологический институт), более 10 промышленных предприятий в области авиационных и аэрокосмических технологий, судостроения, электроники и ядерных технологий, 2 экспортно-импортных корпорации для организации военно-технического сотрудничества, и иные структуры. 
Важным аспектом деятельности ГУОНТП является организация подготовки инженерных кадров для оборонной промышленности. До 2008 г. КОНТОП напрямую подчинялись несколько ведущих китайских технических вузов. В настоящее время они переданы под контроль Министерства промышленности и информатизации, однако ГУОНТП продолжает активно участвовать в их управлении. 